# ائوسبیو پونسلا
ائوسبیو پونسلا (اسپانیایی: Eusebio Poncela‎؛ زادهٔ ۱۵ سپتامبر ۱۹۴۵) بازیگر اهل اسپانیا است.
از فیلم‌هایی که وی در آن نقش داشته‌است، می‌توان به سانحه، ایزابل، تاج شکسته، کارلوس، پادشاه امپراتور، ماتادور، قانون میل، ال دورادو و مارپیچ یونانی اشاره کرد.